# 九堡街道
九堡街道，中国浙江省杭州市上城区所辖街道办事处，位于钱塘江北岸。总面积15.3平方千米，总人口5.2万人。杭州客运中心位于境内。

## 沿革
- 1985年12月，原九堡乡改为九堡镇。
- 2014年12月撤镇设街。[1]
- 2021年4月，因原有江干区和上城区撤销并成立新的上城区，原属江干区的九堡街道被划归入上城区。

## 辖区
九堡街道现辖：
- 社区(14)：九堡社区、杨公社区、蚕桑社区、牛田社区、格畈社区、新江花园社区、八堡社区、金海社区、魅力城社区、红苹果社区、蓝桥社区、丽江社区、兴安社区、九华社区；
- 村：(4)三卫村、九堡村、三村、宣家埠村。